# Christian Johann Nepomuk Dassanowsky

Grab von Christian und Antonia Dassanowsky auf dem Sankt Marxer Friedhof

Christian Johann Nepomuk Dassanowsky (* 6. April 1780 in Wien; † 4. November 1839 ebenda) war ein österreichischer Hofbeamter.
Christian Dassanowsky wurde als Sohn des k.k. Hofpoststalldirektors Leopold Johannes Dassanowsky und seiner Gemahlin geboren. Er heiratete Antonia Amalia Seidl und hatte einen Sohn, Heinrich Franz (eigentlich: Franz Dassanofsky) und zwei Töchter.
Unter der Leitung des k.k. Erblandpostmeisters Fürst Johann Wenzel von Paar übernahm Christian Dassanowsky die k.k. Hofreisendirektion von seinem Halbbruder, Carl Dassanowsky, im Jahre 1806. Noch im selben Jahr wurde er Accessist, 1819 Offizier und 1829 Oberstamts- official zu Wien. Er war für Neuerungen und Modernisierungen im Wiener Hofpostamt verantwortlich (Verwaltung und System), welche das österreichische Postwesen bis in das 20. Jahrhundert hinein beeinflusst haben. Er ist mit seiner Gemahlin im Sankt Marxer Friedhof zu Wien begraben.